# روسی سانچس
روسی سانچس (اسپانیایی: Rosi Sánchez‎؛ زادهٔ ۲ دسامبر ۱۹۷۴) بازیکن بسکتبال زن اهل اسپانیا بود.
وی در مسابقات کشوری و بین‌المللی در مجموع برندهٔ ۲ مدال برنز شده‌است.